# مسيرة بحرية

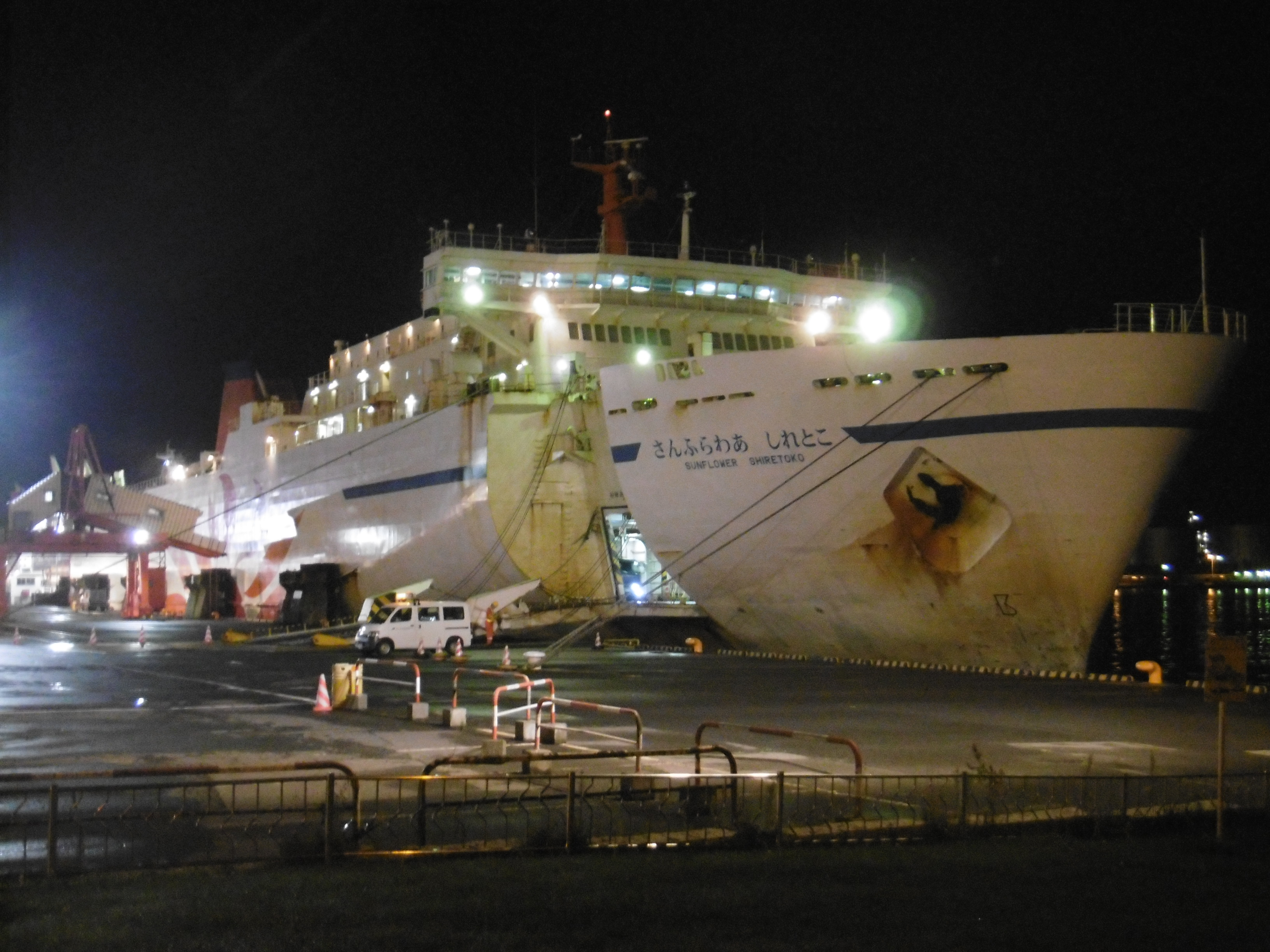
وفي فبراير 2022، أبحرت سفينة "صنفلاور شيريتوكو" بشكل مستقل لمسافة 750 كيلومترًا.

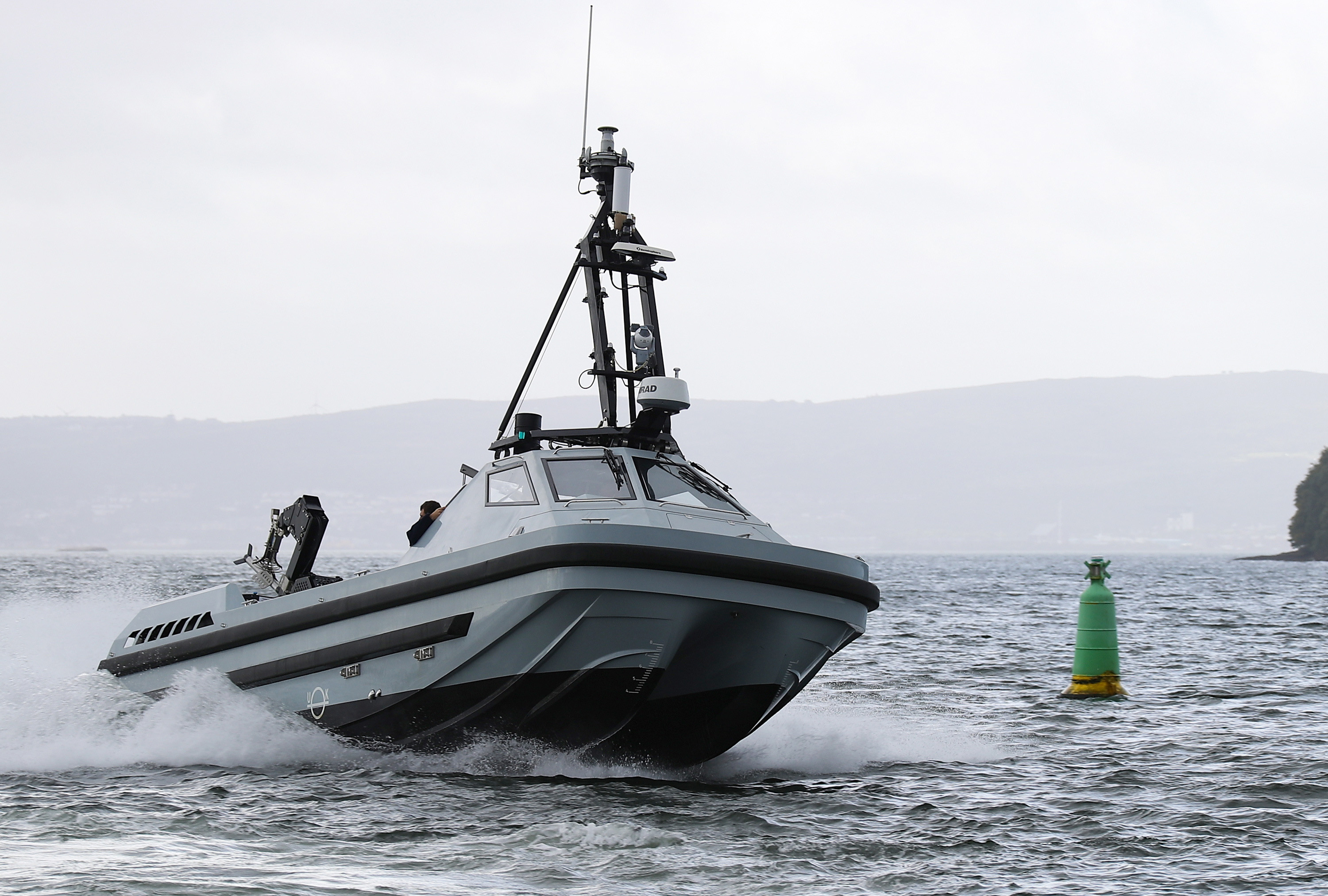
أر أن أم بي هارير البريطانية، مركبة (يو أس في) مستقلة لنظام حرب الألغام أطلس إلكترونكس أرسيمس (2020)

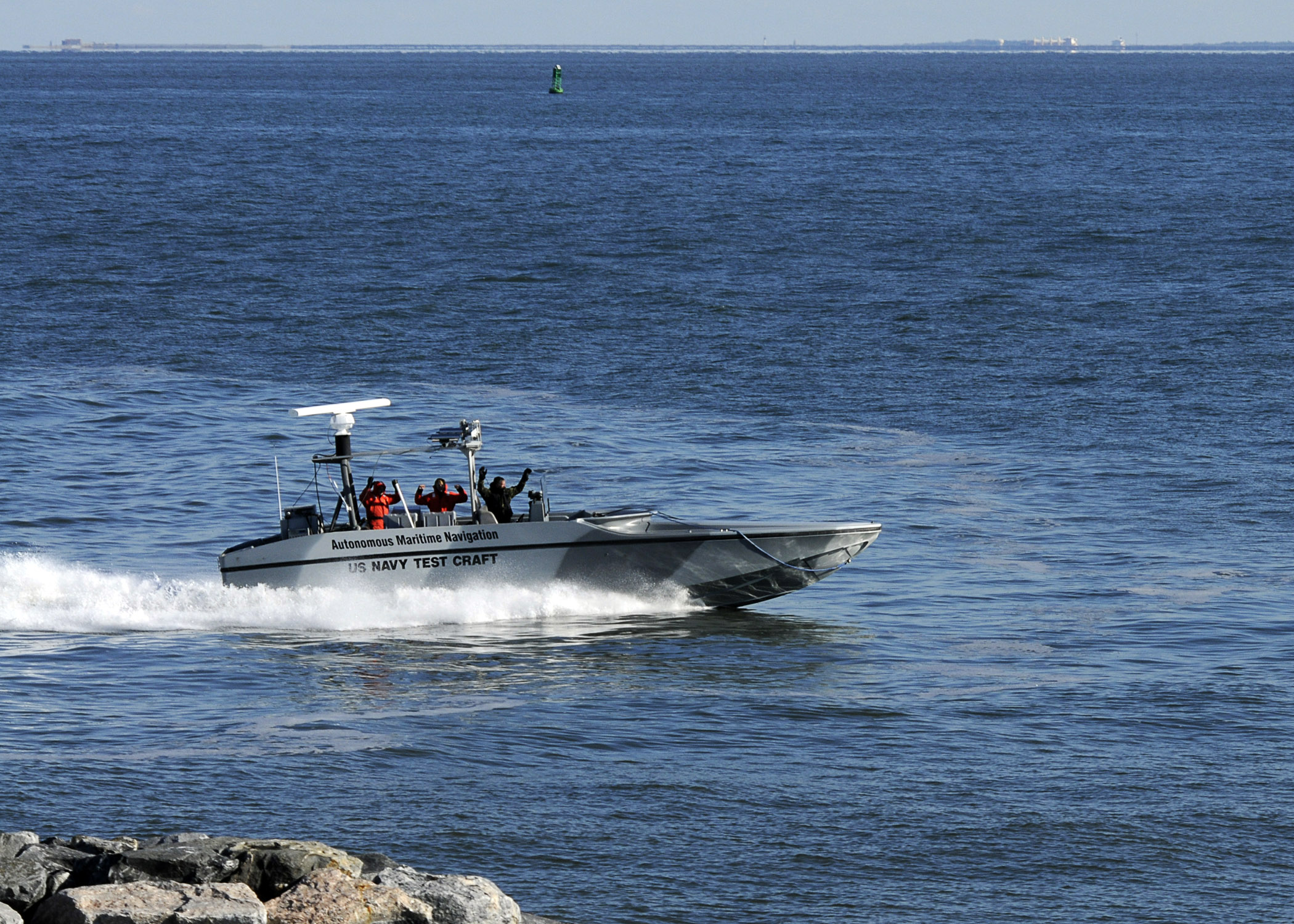
مظاهرة ركاب يو أس في في هامبتون، فيرجينيا ، الولايات المتحدة (يناير 2009)

المُسَيَّرة البحرية أو المركبة البحرية المسيرة أو السفينة المسيرة أو المركبة السطحية المسيرة (بالإنجليزية: Unmanned surface vehicle اختصارا (USV) (يو أس في))‏  هي قارب أو سفينة تعمل على سطح الماء بدون طاقم.  تعمل مركبات يو أس في بمستويات مختلفة من الاستقلالية، بدءًا من التحكم عن بعد  وحتى المركبات السطحية ذات الروبوتات المستقلة بالكامل (أيه أس في). 
اُسْتُخْدِمَت عسكرياً في وقت مبكر من عشرينيات القرن الماضي كمركبة هدف يُتَحَكَّمُ فيها عن بعد ، بعد تطوير أر أف سي (أسلحة بدون قبطان) في الحرب العالمية الأولى . وبحلول الحرب العالمية الثانية، تم استخدامها أيضًا لأغراض كاسحة ألغام. لقد أصبحت تستخدم على نطاق واسع في القرن الحادي والعشرين لمجموعة من الأغراض بما في ذلك علم المحيطات والرصد البيئي، فضلا عن نقل البضائع، والتطبيقات العسكرية. ويجري أيضًا استكشاف العديد من التطبيقات الأخرى. قد تستخدم بعض مركبات يو أس في التجارية نظام الملاحة المتوافق مع الأنظمة الدولية لمنع التصادم في البحار (كولريج) .  في أكتوبر 2022، أثناء الغزو الروسي لأوكرانيا، استخدمت القوات المسلحة الأوكرانية 7 طائرات أمريكية و8 طائرات بدون طيار في هجوم على عدة سفن بحرية روسية في قاعدة سيفاستوبول البحرية . وفقًا لـ نافال نيوز، يمثل هذا أول استخدام للمركبات السطحية بدون قبطان في الحرب البحرية . 

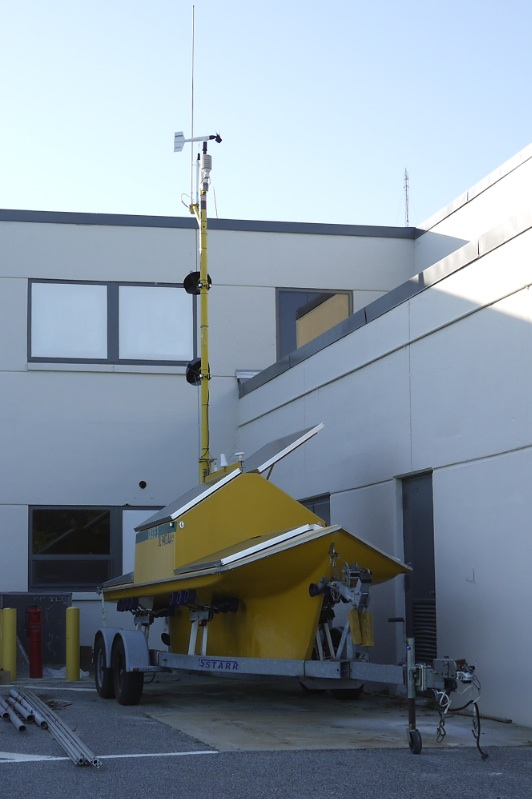
يو أس في المستخدمة في البحوث الأوقيانوغرافية (علم المحيطات) (يونيو 2011)

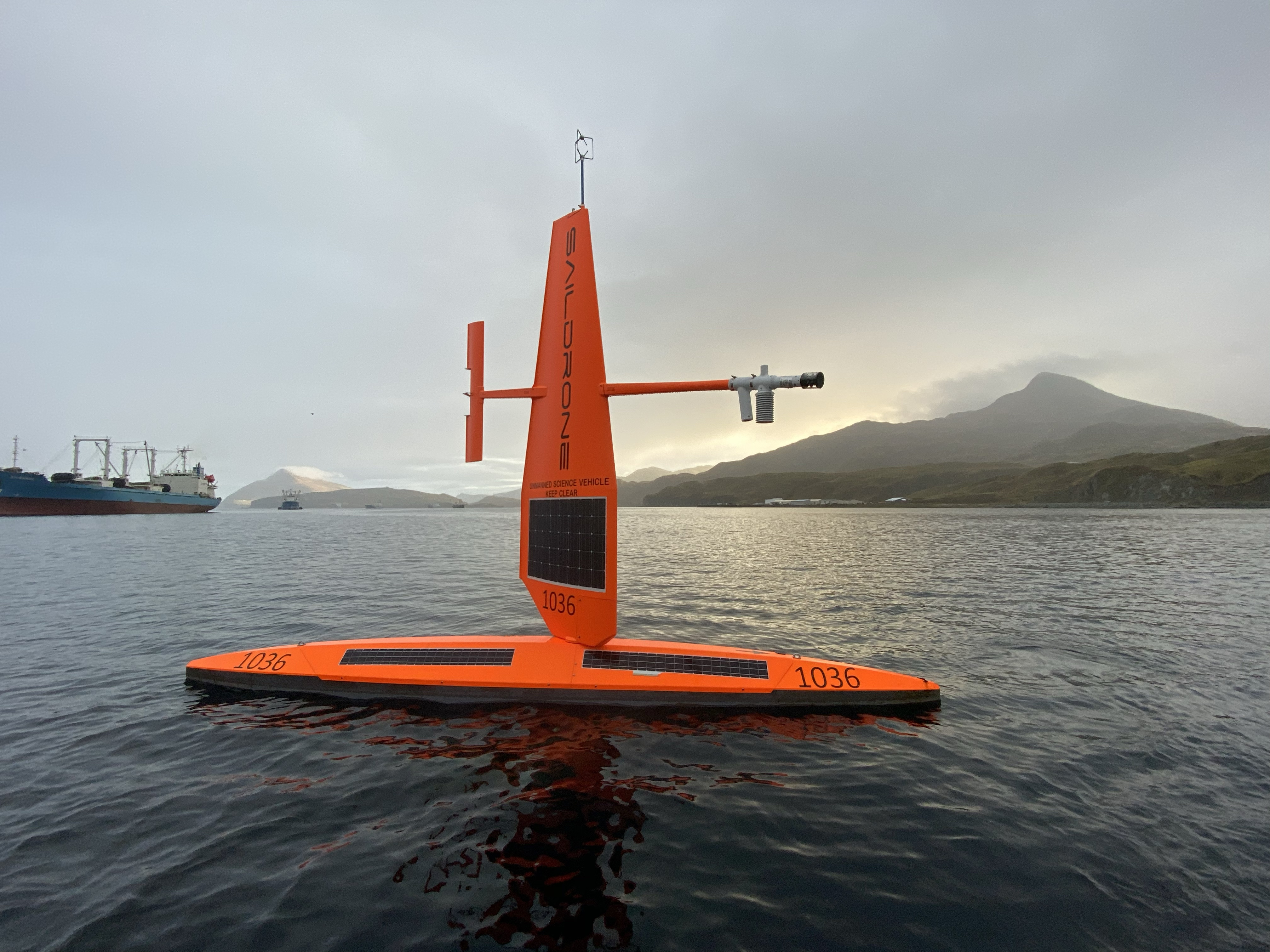
طائرة شراعية في دوتش هاربور، ألاسكا ، بعد مهمات الإدارة الوطنية للمحيطات والغلاف الجوي الأمريكية في القطب الشمالي لعام 2019